# Unfinden
Unfinden ist ein Gemeindeteil der Stadt Königsberg in Bayern im unterfränkischen Landkreis Haßberge.

## Geographie
Das Kirchdorf Unfinden befindet sich am Fuße des Haßbergtraufs, am Burgenweg, in unmittelbarer Nachbarschaft zur Regiomontanusstadt Königsberg. 

## Namensgebung und ihre möglichen Deutungen
Für den Ortsnamen gibt es verschiedene Deutungen:
- Unfind, weil der Ort nicht gefunden und erst im letzten Augenblick sichtbar wurde
- Graf Unvianus 863–891, hatte seinen Sitz auf der Bramburg (Gründername)
- Engilhart und Sizzo von Unifundin könnten auch Namensgeber gewesen sein
- Un-fundus, weil hier kein Boden, nur Sumpf und Wasser war
- infundere-infunde vinum rcl zercuisiam – weil hier gutes Getränk ist. Sichtbar am Schlussstein über der Pforte am Rathaus[3]

## Geschichte
Die erste urkundliche Erwähnung geht auf das Jahr 1241 zurück. Unfinden lag im Siedlungsgebiet der Wenden, daher nimmt man an, dass es von diesem slawischen Volksstamm bereits im 9. Jahrhundert gegründet wurde. Unfinden war ein Ganerbendorf, belehnte Ritter und Geistliche hatten dort ihre Grundholden, es gab 84 Lehnsgüter. Letzter Lehnsherr war der Herzoglich Sachsen-Coburg-Gothaische Justizrat Johann Christoph Segnitz von Schmalfelden (Wohnhaus, Gruft). Unfinden gehörte seit dem Vertrag vom 16. Juli 1807 provisorisch zum Großherzogtum Würzburg, endgültig seit 1814 zu Bayern und war durch eine Zollstation (Kommandant und 6 Mann) von der sächsischen Enklave Königsberg getrennt. Unfinden wurde im Rahmen der Gebietsreform in Bayern am 1. Januar 1972 nach Königsberg eingemeindet.

## Baudenkmäler
Der Ortskern des Dorfes steht unter Ensembleschutz, siehe Denkmalliste. Der sichtbare Baubestand stammt überwiegend aus der Zeit der vergangenen 300 Jahre. Eindrucksvolle Fachwerkhäuser aus dem 18. Jahrhundert mit reichem Wappenschmuck aus der Ganerbenzeit und Putzornamentik prägen das Dorf. Die Entwicklung fränkischer Hofformen vom Dreiseithof zum Vierseithof lässt sich an den gut erhaltenen bäuerlichen Häusern der Familien Koch, Lutsch und Brochloß nachvollziehen. Das Anwesen Koch (Dreiseithof) trägt das Wappen „von Hutten“ und enthält eine Geräteschau, das Anwesen Lutsch (Vier-Seitehof) trägt ein Familienwappen und das Anwesen Brochloß (Vierseithof) das Wappen „von Truchseß“. Der Schlussstein  am Rathauseingang mit der Inschrift „Unfind“, Weintraube, Hippe und dem Messstab für Öchsle weist auf die Bedeutung des Weinbaus im 17. Jahrhundert in Unfinden hin. Im 21. Jahrhundert haben sich einige Unfindner Winzer wieder mit großem Erfolg auf ihre Fertigkeit im Weinbau besonnen.
Siehe auch: Rathaus (Unfinden), Kommunbrauhaus (Unfinden) und Liste der Baudenkmäler in Unfinden.

## Aktuelles
Am 12. Januar 2008 wurde nach etwa fünfzig Jahren im umfassend renovierten Brauhaus die Kunst des Bierbrauens wiederbelebt.